# Cailleux (cratère)
Pour les articles homonymes, voir Cailleux.
Cailleux est un cratère lunaire situé sur la face cachée de la Lune. Cailleux est un cratère d'impact qui s'étend à la limite sud-ouest d'un large bassin formé par l'immense cratère lunaire Poincaré.
En 1997, l'Union astronomique internationale lui a attribué le nom de Cailleux en l'honneur du géologue et planétologue français André Cailleux (1907-1986).